# Bill Biggart

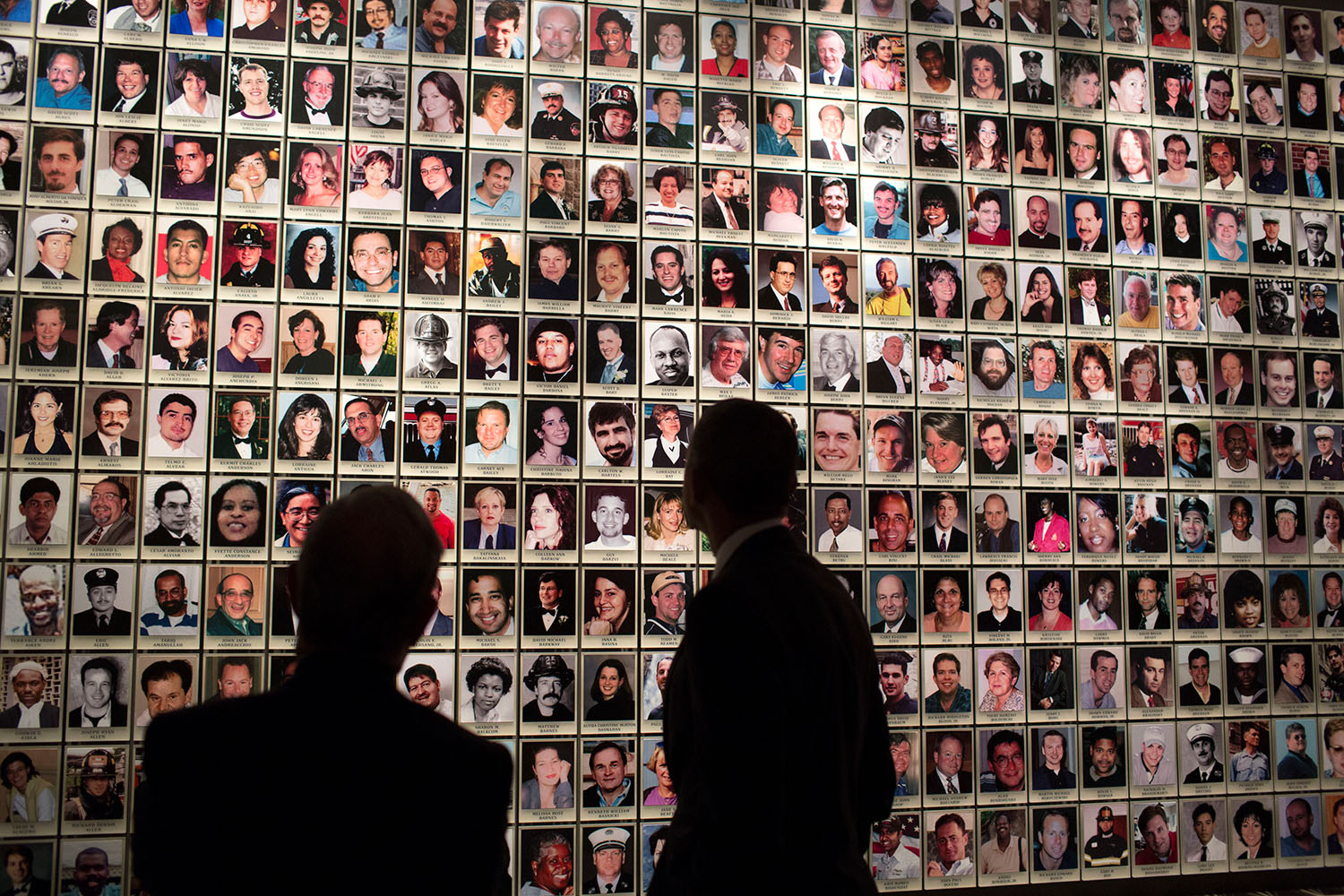
Tổng thống Barack Obama tham quan Đài tưởng niệm & Bảo tàng quốc gia ngày 11 tháng 9 cùng cựu Thị trưởng thành phố New York Michael Bloomberg. Tại hàng 5, cột 16 có ảnh Bill Biggart mặc áo vàng đang cười (tính cả phần bị che, cột từ trái sang phải, hàng từ trên xuống dưới).

William G. Biggart (20 tháng 7 năm 1947 – 11 tháng 9 năm 2001) là một nhiếp ảnh gia tự do người Mỹ và là nạn nhân của Sự kiện 11 tháng 9, nổi tiếng với những bức ảnh chụp toàn cảnh sự kiện trước khi bị giết bởi mảnh vỡ của Tháp Bắc của Trung tâm Thương mại Thế giới. Ông là nhiếp ảnh gia chuyên nghiệp duy nhất thiệt mạng trong khi đưa tin về vụ tấn công.
Bốn ngày sau vụ tấn công, thi thể của Biggart được phát hiện cùng với một chiếc túi đựng ba chiếc máy ảnh của ông và thẻ nhớ CompactFlash mà từ đó những bức ảnh cuối cùng của ông được phục hồi. Những bức ảnh này đã được sử dụng trong ấn bản ngày 15 tháng 10 năm 2001 của Newsweek. Những bức ảnh của ông từ vụ tấn công đã được triển lãm tại Trung tâm Nhiếp ảnh Quốc tế và Bảo tàng Lịch sử Quốc gia Hoa Kỳ của Smithsonian. Chúng cũng đã được lưu giữ trên Internet bởi The Digital Journalist.

## Tiểu sử

### Đời sống cá nhân
Bill Biggart là con của một sĩ quan người Mỹ đóng quân tại Đức, sinh ra tại Berlin vào năm 1947. Biggart là một trong 12 anh chị em trong gia đình Công giáo gốc Ireland của mình. Khi trưởng thành, ông chuyển đến một căn hộ chung cư ở Hạ Manhattan, New York, cùng thời điểm WTC mở cửa vào những năm 1970.
Biggart đã kết hôn hai lần và có ba người con. Ông có một người con trai từ cuộc hôn nhân đầu tiên. Người vợ thứ hai của Biggart là Wendy Doremus, và họ có hai người con.

### Sự nghiệp
Ông bắt đầu sự nghiệp với tư cách là một nhiếp ảnh gia thương mại và ông sớm bắt đầu theo đuổi sở thích chụp ảnh tin tức tại chỗ. Ông đã ở Wounded Knee để chụp ảnh sự cố năm 1973. Đôi khi ông cũng nhận diễn cho các vở kịch sân khấu. Với niềm đam mê với tin tức, ông đã chuyển sang làm báo ảnh vào năm 1985. Các thành tích báo ảnh của ông được tìm thấy trong các câu chuyện quốc tế mà ông đưa tin ở Bờ Tây và Israel vào năm 1988, Bắc Ireland và Chiến tranh Vùng Vịnh. Ông cũng thường được ghi nhận là người chụp những bức ảnh ghi lại các sự kiện thời sự gần nhà ông ở New York, chẳng hạn như bức ảnh chụp Người cảnh vệ tàu điện ngầm Bernhard Goetz ở tàu điện ngầm NYC , Bãi biển Howard, hoặc đám tang năm 1989 của Yusuf Hawkins. Ông cũng có mặt ở Berlin để chụp ảnh sự sụp đổ của Bức tường Berlin vào tháng 11 năm 1989.
Biggart bắt đầu làm việc cho hãng thông tấn ảnh Impact Visuals vào năm 1988 và ông tiếp tục làm việc ở đó cho đến khi qua đời. Ông cũng làm nhiếp ảnh gia tự do cho Reuters, Agence France Press và Sipa Press. Tác phẩm của ông xuất hiện trên The New York Times, The Christian Science Monitor, The Village Voice vàThe City Sun.

## Cái chết

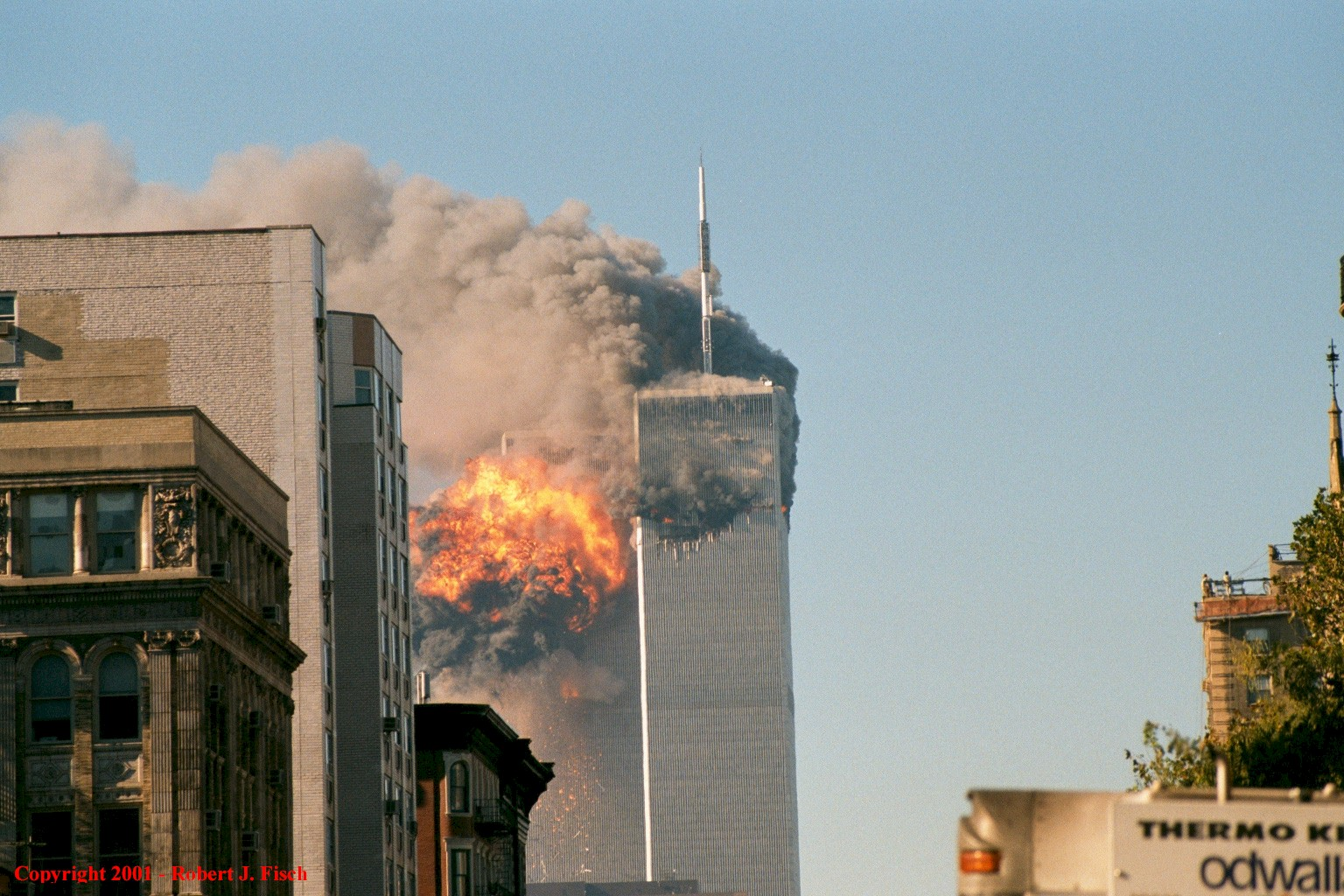
Ảnh do Biggart chụp về vụ nổ của Chuyến bay 175 gần giống ảnh này nhưng gần hơn.

Sáng ngày 11 tháng 9 năm 2001, một tài xế taxi đi ngang qua đã nói cho Biggart về sự việc một chiếc máy bay vừa đâm vào Trung tâm Thương mại Thế giới. Là một người nhiệt huyết, ông theo những đồng nghiệp của mình, đến căn hộ của mình gần Quảng trường Union, cầm theo ba chiếc máy ảnh (hai máy phim, một máy kỹ thuật số) và bắt đầu đi bộ hai dặm về phía trung tâm, nơi có xe cứu hỏa, chụp ảnh trên đường đi. Cuối cùng, ông thấy mình đang ở Trung tâm Thương mại Thế giới, chụp ảnh hai tòa tháp khi chúng đang bốc cháy, và tiếp tục chụp ảnh sau khi Tòa tháp Nam sụp đổ. Vợ ông đã gọi cho Biggart trên điện thoại di động của anh ta ngay sau khi tòa tháp đầu tiên sụp đổ. Theo lời kể của bà, Biggart nói rằng ông đang ở cùng lính cứu hỏa và an toàn, và anh ta sẽ gặp bà sau 20 phút nữa.

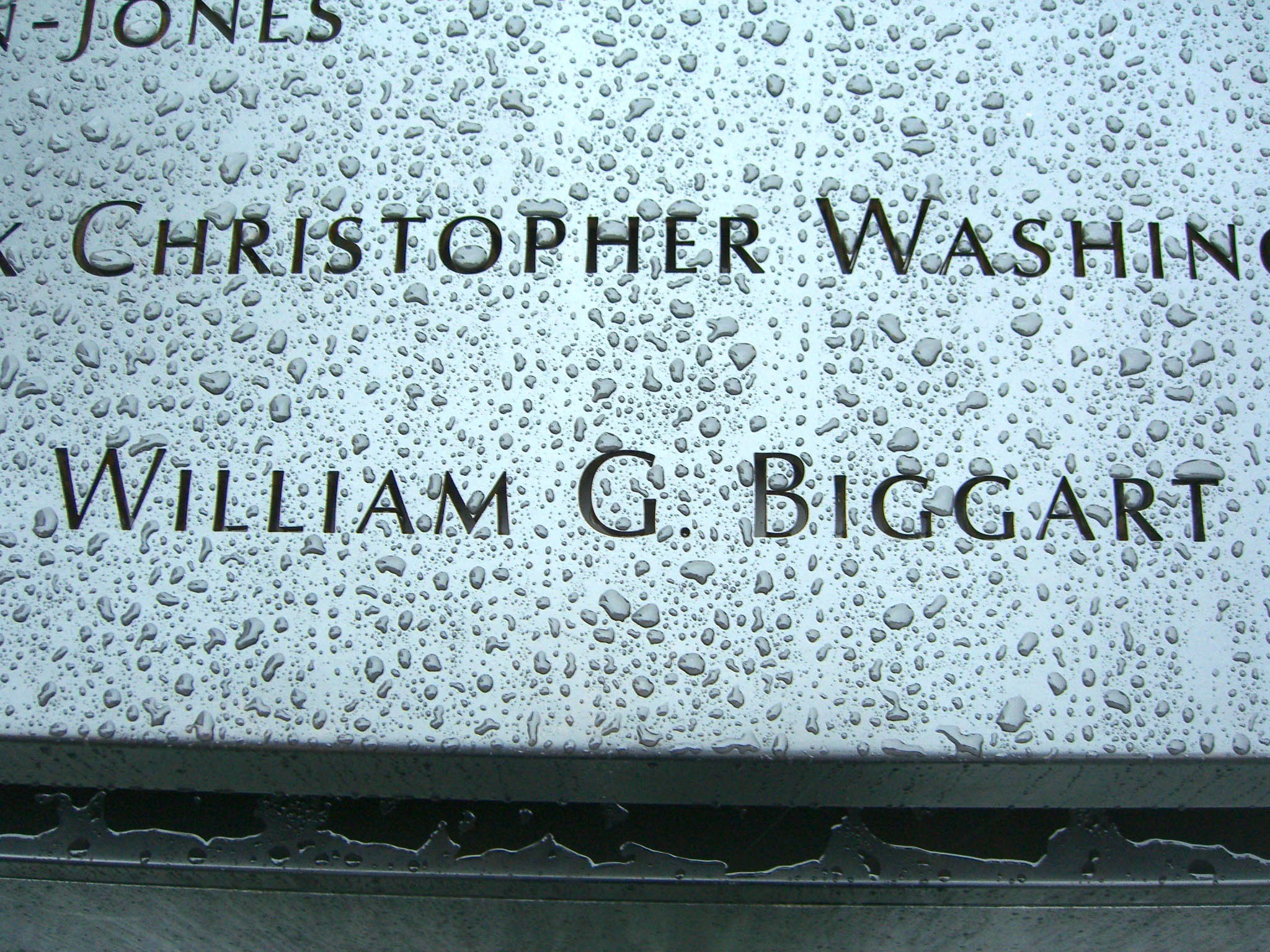
Tên của ông nằm giữa tên các nạn nhân của Chuyến bay 77.

Một nhiếp ảnh gia khác, Bolivar Arellano của tờ New York Post , đã quan sát thấy Biggart đang chụp ảnh tòa tháp thứ hai trước khi nó sụp đổ, và Biggart ở gần hơn bất kỳ nhiếp ảnh gia nào khác, và gần hơn mức Arellano cảm thấy an toàn. Bill Biggart chụp bức ảnh cuối cùng của mình vào lúc 10:28:24,  khoảng 20 phút sau cuộc gọi điện thoại với vợ. Lúc 10:28 sáng, Tháp Bắc sụp đổ, các mảnh vỡ rơi xuống từ tòa tháp đã giết chết ông.Trong những ngày sau, Biggart được báo cáo là một trong những người mất tích. Vợ ông đã tìm kiếm ông tại các hãng thông tấn và bệnh viện. Bốn ngày sau, hài cốt và thiết bị máy ảnh của ông đã được tìm thấy tại Ground Zero.
Biggart đã chụp hơn 300 bức ảnh về sự kiện này, 154 trong số đó được khôi phục từ các thiết bị lưu trữ kỹ thuật số của Biggart bởi người bạn của Biggart, nhiếp ảnh gia Chip East. Những bức ảnh của Biggart đã được đưa vào nhiều cuộc triển lãm khác nhau và là những bức ảnh nổi tiếng nhất của ông.
Tên của Biggart đã được thêm vào Đài tưởng niệm các nhà báo Diễn đàn Tự do tại Newseum ở Washington, DC, vào năm 2001. Tại Đài tưởng niệm & Bảo tàng Quốc gia ngày 11 tháng 9 , Biggart được tưởng niệm tại Hồ Nam, số hiệu S-66.

## Ảnh

Những bức ảnh cuối cùng của Bill Biggart, trong tạp chí Newsweek